# Улица 30 лет Победы (Салават)
Улица 30 лет Победы (башк. 30 йәш Еңеү урамы) — улица, расположенная в центре города Салавата, Республики Башкортостан.
Начинается от бульвара Космонавтов и заканчивается у улицы Калинина.

## История
Улица образовалась в 1963 году. Застроена в основном кирпичными 5—9-этажными домами.

## Описание
Данная улица является довольно типичной.

## Транспорт
По улице 30 лет Победы каждые 9 минут с 06:09 до 22:09  ходят маршрутные такси № 9 (остановка 17 школа).

## Примечательные здания
- д. 5 Салаватский государственный башкирский драматический театр
- д. 16 Салаватская средняя школа №17
- д. 13 инфекционное отделение больницы г. Салават